# Genoni
Genoni (sardisk: Jaròi, Geròni) er en by og en kommune (comune) i provinsen Sud Sardegna i regionen Sardinien i Italien. Byen ligger i 447 meters højde og har 832 indbyggere (2016). Kommunen har et areal på 43,79 km² og grænser til kommunerne Albagiara, Assolo, Genuri, Gesturi, Gonnosnò, Laconi, Nuragus, Nureci, Setzu og Sini.